# Alessandro Tota
Pour les articles homonymes, voir Tota.
Alessandro Tota est un auteur de bande dessinée  et illustrateur italien, né à Bari en 1982. Actuellement il vit et travaille à Bologne.

## Biographie
Diplômé d’Arts Plastiques à l’Académie des Beaux-Arts de Bologne, son mémoire de fin d’études avait pour thème L’Œuvre de Paolo Bacilieri, sous la direction d’Antonio Faeti, un des plus importants critiques de l’illustration italienne.
En parallèle à ses études, il est l’un des fondateurs de la revue Canicola, qui remporte le Prix Fanzine/BD Alternative au Festival d’Angoulême en 2007. Il est également lauréat d’un Prix du concours pour jeunes auteurs au festival Fumetto ! de Luzerne en 2008.
En 2006, il s’installe à Paris et travaille comme assistant du dessinateur Igort, sur le roman graphique L’Alligator (ed. Casterman), écrit par le romancier Massimo Carlotto.
Il est intervenant en bande dessinée au lycée technologique d'arts appliqués Auguste-Renoir, et a été enseignant de bande dessinée à l'Atelier du Carrousel au sein du Musée des Arts Décoratifs de Paris en 2010.
En mars 2012, il est invité à tenir un laboratoire pour enfants de 9 ans au sein du festival de bande dessinée Bilbolbul à Bologne (it).
Son premier roman graphique Terre d’Accueil (ed. Sarbacane 2010), suit, entre réalisme et narration fantastique, les vicissitudes d’un groupe d’immigrés à Paris. Le livre a gagné les prix du Meilleur Premier Album et de la Critique au Romics 2010, et du Meilleur Livre Italien au Treviso Comic Book Festival 2010.
Son deuxième livre est paru en 2011 : Fratelli (ed. Cornélius). La même année, Alessandro Tota figure parmi les auteurs choisis pour l’exposition Graphicnovel.it à l’Istituto di Cultura Italiano à Paris.
En 2012 est sorti en Italie son troisième livre pour les éditions Fandango Libri : Palacinche, un reportage en bande dessinée et photographie réalisé avec la photographe Caterina Sansone (paru en français aux éditions de l’Olivier en octobre 2012).
Son travail a été publié dans : Canicola, Hamelin, Lo Straniero, Orang (ed.Reprodukt), Kuti Kuti, Tabloid, Il Corriere del Mezzogiorno, Kultur & Gespenster, Black (ed. Coconino Press), Internazionale, Papier Gâché, RepubblicaXL, Lapin (ed.L’Association), Stripburger, Animals (ed. Coniglio Editore) et tout récemment dans DOPUTUTTO MAX, la revue collective MISMA.  
Son travail a été exposé à Bologne, Modène, Naples, Milan, Helsinki, Paris, Lucerne, Leipzig, Hambourg. 

## Œuvres
- 2010 : Terre d'accueil, Sarbacane (France) / Yeti, Coconino (Italie)
- 2011 : Fratelli, Cornélius (France), Coconino (Italie)
- 2012 : Palacinche, histoire d’une exilée, avec Caterina Sansone, Fadango (Italie), L'Olivier (France)
- 2013 : Président !, L'école des Loisirs
- 2014 : Caterina, tome 1 : Le gang des chevelus, Dargaud (sélectionné pour le prix jeunesse d'Angoulême)
- 2015 : Caterina, tome 2 : L'histoire d'Orlando, Dargaud
- 2015 : Le Voleur de Livres (avec Pierre Van Hove), Futuropolis
- 2018 : Charles, Cornélius
- Série L'Illusion magnifique, Gallimard bande dessinée

1. New York, 1938[2] ; traduit de l'italien par Marc Lesage, 2023

## Récompenses et distinctions
- 2008 : Prix du concours pour jeunes auteurs au festival Fumetto ! de Luzerne
- 2010 : 
  - Prix du meilleur album et prix de la critique du Romics pour Terre d'accueil
  - Prix du meilleur livre italien au festival de Trévise pour Terre d'accueil[1]
- 2016 : 
  - Prix Micheluzzi du meilleur scénariste pour Le Voleur de livres
  - Prix Gran Guinigi du meilleur roman graphique au Lucca Comics and Games pour Le Voleur de livres (avec Pierre Van Hove)